# Калман Книжник
Вижте пояснителната страница за други личности с името Коломан.
Калман (Коломан) Книжник (на унгарски: Könyves Kálmán) е крал на Унгария от династията Арпад (1095 – 1116). Син от първия брак на Геза I и наследник на чичо си Ласло I, той е наследен от своя син Ищван II.

## Произход. Възкачване на престола
Калман е син на крал Геза I от брака му със София Лооци-Лимбургска.
Крал Ласло I планира да бъде наследен от законния син на Геза Алмош и изпраща Калман да учи в чужбина, за да стане епископ. Калман отказва и се укрива в Полша. След смъртта на Ласло през 1095 Калман се завръща в Унгария и взема властта.

## Крал
Калман не се включва в подкрепяния от чичо му Първи кръстоносен поход от 1096, но пропуска участниците през страната. След като те нанасят значителни щети, той им налага различни ограничения, като ги охранява със свои войски и взима заложници. Това му създава лошо име сред летописците на похода, които го представят, вероятно преувеличено, като грозен, космат и кривоглед.
Калман продължава външнополитическия курс на Ласло, като подкрепя папата в споровете му със Свещената Римска империя. Така той получава правото сам да назначава епископите в страната. В същото време продължава политиката на предшественика си на разширение към Адриатическо море. През 1097 след акт на личната хърватско-унгарска уния ставайки крал на Хърватия, а до 1102 г. завладява Далмация, изпреварвайки венецианците.
По време на управлението на Калман неговият полубрат принц Алмош прави няколко опита да го измести от управлението. В крайна сметка през 1115 той е ослепен, заедно със сина си Бела.
Калман умира през 1116 и е погребан в Секешфехервар. Той е наследен от сина си Ищван. След неговата смърт през 1131 Борис Конрад предявява претенции към унгарския трон, но те не са признати и крал става Бела, ослепеният син на Алмош.

## Фамилия
Калман се жени два пъти. През 1097 негова съпруга става Фелиция, дъщеря на краля на Сицилия Роже I, от която има три деца:
1. София
2. Ласло (1101 – 1112)
3. Ищван (1102 – 1131), наследил унгарския трон

След като Фелиция умира през 1102, през 1104 Калман се жени повторно за Евфемия, дъщеря на великия княз на Киевска Рус Владимир Мономах. Няколко години по-късно тя е уличена в прелюбодейство и е изпратена обратно при баща си. През 1112 Евфемия ражда син, наречен Борис Конрад, когото Калман не признава за свое дете.